# BORDER (金城一紀)
『BORDER』（ボーダー）は、日本の小説家・金城一紀原案により2013年から開始された漫画、小説、テレビドラマのメディアミックスプロジェクト。作品はテーマと主要人物の基礎設定を共有し、メディア毎に別の作家による異なったストーリーを展開する。
主人公はある事件によって頭に銃撃を受け、脳に弾丸を残したまま奇跡的に一命を取り留めると共に、死者と交信する能力を手にした刑事・石川安吾（いしかわ あんご）。テレビドラマ版は金城自身が脚本を手掛ける。タイトルの「BORDER」とは、この能力により主人公が直面し葛藤する、生と死、正義と法、死者からもたらされる真実と事実とのギャップなど、様々な境界線を表している。構想当初から主人公・石川のキャラクターはドラマ版に主演する小栗旬のイメージで作られた。
プロジェクト全体としてのキャッチコピーは「人は死んだら、どこに行くんだろう。」。

## 共通する主要登場人物
石川安吾（いしかわ あんご）
警視庁刑事部捜査一課第二強行犯捜査・殺人犯捜査第4係第一班の刑事。階級は巡査部長。
ある事件で頭に銃撃を受け、一度仮死状態になり奇跡的に蘇生する。退院後仕事に復帰するが、その時から死者と交信する能力が発現した。石川が遺体と向き合う時死者の意識が“起こされ”、生前の姿で何かを語る。事件の証拠となる弾丸は摘出されず脳内に留まったまま、予断を許さない状態にある。
一連の現象がなぜ自分の身に起きたのか、これが精神的ショックによる幻覚症状なのか、あるいは脳底動脈付近に達した銃弾が、人間が使わなくなった何らかの機能のスイッチを押し未知の物を見せているのか、判然としないままその能力と付き合うことになる。
立花雄馬（たちばな ゆうま）
警視庁刑事部捜査一課第二強行犯捜査・殺人犯捜査第4係第一班の刑事。階級は巡査部長。
石川の同僚。
比嘉ミカ（ひが ミカ）
警視庁刑事部に所属する準キャリア警察官。階級は警部。
現場における遺体の検分と医局での司法解剖を一手に担う特別検視官。死因究明の先進国である米国型検死システムのモデルケースであり、従来の検視官と司法解剖にあたる法医学者などの役割を統一したもの。
市倉卓司（いちくら たくじ）
警視庁刑事部捜査一課第二強行犯捜査・殺人犯捜査第4係第一班の班長。階級は警部補。
石川や立花らの上司。

## 漫画
『BORDER』のタイトルで、2013年12月号（2013年11月2日発売号）から2015年5月号（2015年4月4日発売号）まで『ヤングエース』にて連載された。作画は小手川ゆあ。

### 漫画版登場人物
石川安吾
主人公。観察力が鋭く捜査に熱心な刑事。ドラマ版よりは独善的・高圧的では無く常識人で他人に対しても優しく振舞う事が多い。撃たれながらも生き延びたことに使命感を感じており、同時に、いつ死を迎えるか内心では怯えている。能力を得て以来、より繊細になり被害者の無念を晴らしたいという思いが強い。事件関係者に真摯に接する半面、必要に迫られれば違法な捜査も行う。未知の能力について試行錯誤を重ねている。詳細は不明だが劇中のセリフからドラマ版と違い撃たれる以前から違法手段を用いていたようで、ドラマ版とは異なるハッカーや情報屋を利用している。
遥南（はるな）
警察大学校幹部科在学中。階級は警部補。
漫画版オリジナルキャラクター。 捜査一課の現場研修生で、市倉から石川の監視を命じられコンビを組む。非常に記憶力がよく知識量が豊富な女性。独り言が癖で著名人の言葉や引用をよく口にする。
比嘉ミカ
男性主義の中にあって実力を発揮する女性の特別検視官。有能で闊達な変わり者。不可解な石川の言動にも真剣に向き合い、捜査に助力する。
立花雄馬
石川と同期の同僚。石川とは互いに信用し合っているが、復帰して以来手柄の多い石川に焦りを感じている。
市倉
石川と立花の上司の刑事。

### 書誌情報
- 小手川ゆあ（漫画）、金城一紀（原案）『BORDER』角川書店〈カドカワコミックス・エース〉、全4巻
  1. 第1巻、2014年3月26日発売[3]、ISBN 978-4-04-121071-0
  2. 第2巻、2014年5月2日発売[4]、ISBN 978-4-04-121103-8
  3. 第3巻、2014年12月4日発売[5]、ISBN 978-4-04-102290-0
  4. 第4巻、2015年5月2日発売[6]、ISBN 978-4-04-103085-1

## 小説
金城を原案とし、古川春秋によるオリジナルプロットで小説化。漫画版に次いで2014年に書き下ろしの文庫版が発売された。

### 書誌情報（小説）
- 『BORDER 警視庁捜査一課殺人犯捜査第4係』 ISBN 978-4-04-101234-5 角川書店〈角川文庫〉、2014年2月25日発売。

## テレビドラマ
『BORDER 警視庁捜査一課殺人犯捜査第4係』（ボーダー けいしちょうそうさいっかさつじんはんそうさだいよんがかり）は、2014年4月10日から6月5日まで毎週木曜日21:00 - 21:54に、テレビ朝日系「木曜ドラマ」枠で放送された。金城一紀によるオリジナル脚本で、連続ドラマでは珍しく当初から結末までプロットを制作して撮影されていた。
本項での「SP」はスペシャルを表す。
衝撃的かつ挑戦的な結末などが評価され、ザテレビジョンドラマアカデミー賞最優秀作品賞などを受賞している。
2017年10月29日21:00 - 22:54にドラマスペシャル『BORDER 贖罪』が放送された。当初10月22日の放送を予定していたが、同日に行われる第48回衆議院議員総選挙の特別番組のため放送日が変更された。
ドラマスペシャルに先立って、同月6・13日23:15 - 翌0:15に2週連続のスピンオフドラマ『BORDER 衝動〜検視官・比嘉ミカ〜』も別途放送された。

### キャスト
◆（石川と接触した死者）

#### 警視庁捜査一課殺人犯捜査第4係
石川安吾〈31〉
演 - 小栗旬
警視庁捜査一課第二強行犯捜査・殺人犯捜査第4係第一班の刑事。
熱心で野心的。昼夜を問わず激務に追われるあまり私生活を犠牲にし、殺人事件の捜査だけに楽しみを感じる空虚な生活を送っていた。しかし元刑事の植田和彦が殺された犯行現場の周りを歩いていたとき、銃撃事件により生死の境をさまよったことで考えを変え、死者と接触して以来被害者をより意識するようになる。その事件の犯人は捕まっておらず、石川の脳内にある弾丸が唯一の手掛かりである。それを取引材料にして上層部と交渉し現場復帰したとも言われている。真犯人を検挙するため違法な手段に手を染めるようになるが、同時に人間らしさを取り戻していく。元々観察力に優れており、理性的で計算高い。
巡査時代に事件現場で容疑者を逮捕したことをきっかけに手柄を上げ昇進し、異例の抜擢で本庁捜査一課に配属された。捜査としてまず事件現場の周りを歩くことを習慣にしている。
大学時代に兄が自殺している（第6話）。父親がリベラル派の有名な政治学者であり幼少期から反発していたことが、刑事になったきっかけ。
石川の能力には制限も多く見受けられ、死体が荼毘に付されると死者の姿が見えなくなったり、必ずしも死者の姿を発生させることは出来ず、能力自体もコントロール出来ているわけではない。
元々、独善的でプライドが高かった事もあり、死者の叫びや裏社会の住人との接触、犯人逮捕の失敗（石川にとっての「敗北」）、法や自身の限界など、数々の境界線に直面し、次第に心身ともに病んでいく。それを象徴するかのように、話数を重ねるごとに服装に変化が表れ、顔もやつれていく。
それでも執念の捜査で自身を銃撃した犯人を追いつめ、逮捕に成功。終止符が打たれたかに見えたが、最終回で自身とは対極（同類？）の存在たる究極の「悪」とも言える安藤に挑発され、最後は周囲の警告も耳に届かず、遂には煽られる形で彼を殺害し、己の信じる正義と悪の境界線を越えてしまう。しかし、スペシャルドラマにて監察の取調移送中に真実と出会って事件を解決したことで改めて安藤に向き合い、今度は「悪」側の人間となって悪を裁き、そうすることで自らが背負ってしまった罪を償い続けるという自分なりの「正義」を見い出す。
立花雄馬〈31〉
演 - 青木崇高
警視庁捜査一課第二強行犯捜査・殺人犯捜査第4係第一班の刑事。
石川と共に配属されてから3年来のコンビ。正義感があり犯人に対する嫌悪感が強い。思い込みがやや激しく挑発的な発言が目立つ。石川に反感を持ち同僚として対抗意識を抱いていたが、復帰後間もない石川の体調を気にかけることもある。強引な捜査をするようになった石川の変化に戸惑う。
曾祖父から続く警察官一家で、警察という職業にプライドを持っている反面、捜査一課に配属されたのは警視庁にいる親戚のコネだと思い込み、密かにコンプレックスを感じている。そのため自分の能力を証明しようと躍起になっている所がある。
次第に心を病んでいく石川を心配し、終盤では止めることこそ出来なかったものの、その後の石川の反応から少なからず思いは届いていた様子。
反対に比嘉に対しては何かと馬が合わず、敵視した言動をとることが多いが、スペシャルドラマでは比嘉にかつて自分も石川と似た境遇にあったことがあると明かし、もし再び彼が道を踏み外しかけたら、今度こそ二人で呼び戻そうと決める。
市倉卓司〈44〉
演 - 遠藤憲一
警視庁捜査一課第二強行犯捜査・殺人犯捜査第4係第一班の班長。石川らの直属の上司。
地道な捜査と地取りや取り調べの手腕に長けた経験豊富な刑事。嘘を見抜く鋭さと、清濁併せ呑む度量を持ち合わせる。情に流されずシビアな状況判断をするものの、優秀で実直な石川を高く買っており自らの班にスカウトしたため、時には独断専行になりがちな彼の捜査をある程度放任しながらも、事件で撃たれて以降犯人検挙を焦るようになった姿を内心では心配しており、スペシャルドラマで監察官に目をつけられた石川を三人で見張っていくことを告げる。家族構成は妻と高校生の息子が一人。登庁前に家のゴミ出しをしている。

#### 警視庁検視官
比嘉ミカ〈25〉
演 - 波瑠
経歴：永正大学医学部法医学教室 助手（スピンオフ）
→ 警視庁刑事部 特別検視官（連続ドラマ - ）
石川の休職中に配属された特別検視官。医師でもある。連続ドラマ開始の半年前は永正大学医学部法医学教室の助手をしていた。
現場を回り独自の観察眼と推理力を発揮する異例の存在。怖い者知らずな辛辣な物言いをするが職業意識が高く、医師として石川の相談にのることもある。
日本有数の法医学者、柳田健一教授の講義に学生として授業を受け、彼女の才能に気付いた教授が後継者として助手に抜擢。千体近くの解剖を手掛ける中で数々の難事件解決に寄与した。その能力に目を付けた警察庁関係者から請われるも断っていたが、退官する教授の強い推薦により、検死システムの改正を図る上層部の意向により、準キャリアとして警視庁に入庁し特別検視官の役職に就く。
男社会的な警察組織のために、彼女のことを良く思わない上司も多いが、女性でも引けは取らないと考えている。死因究明が蔑ろにされる警察の官僚主義に不満を抱いているが、次第に刑事としての石川を認め、しばしば単独で捜査する彼に助力し、市倉と立花同様その身を案じている。
彼女自身に霊能力などは無いが、祖母が沖縄でユタをしている。霊などの超常現象に寛容である。また、比嘉の出身校である永正大学は、同じく金城一紀の作品で岡田准一主演のドラマ「SP」に登場する大学である。
宮里
演 - 春輝
医学生で比嘉の助手。3人の中では先輩。
橋爪
演 - 渡辺早織
医学生で比嘉の助手。
金原
演 - 奥間唯
医学生で比嘉の助手。一番新米で、記録係などのサポートを担当する。

#### 石川の協力者
赤井〈44〉
演 - 古田新太
市倉が使っている情報屋。石川の慎重さを評価し秘密裏に依頼を受ける。穏やかな物腰だが強かで考えを読ませない人物。石川の希望に応えてサイモンとガーファンクル、スズキを紹介する。サイモンとガーファンクルとは前職からの付き合いで腕を買っている。
新橋の「立ち飲み屋 情」の実質オーナー。大学卒業後は外資系の大手金融機関を転々としていた。職をやめてからは情報や人脈を使い、投資で儲けていた。妻の浮気による離婚歴がある。スペシャルドラマでは三人に命じて安藤の事件解明と石川の救出に乗り出し、その理由として、いずれは自分たちが犯した罪を裁きたいと思っており、それは「悪」側に堕ちてもなお正義を貫き通そうとする石川にこそ相応しいと考えているからだと明かす。
ガーファンクル
演 - 野間口徹（第2話 - ）
サイモンとコンビを組むハッカー。敬語で話す。裏稼業の隠れ蓑に「S&G行政書士事務所」を設立。仕事場にはアーティスト「サイモン&ガーファンクル」のジャケットを模した写真が飾られている。
IQテストで180をたたき出したことがある天才。高校時代に破壊行為に興味を持ち、爆弾製造の罪で少年院に収監され、そのときにサイモンと出会う。社会復帰後、情報操作で巨万の富を得て事務所を開業した。
サイモン
演 - 浜野謙太（第2話 - ）
ガーファンクルとコンビを組むハッカー。タメ口で話す。お互いに仲がいい。石川の人柄を認め依頼を受ける。スペシャルドラマにて彼を「白馬に乗った騎士」と称する。
風俗店で働いていた男運の無い母親のせいで、幼少期は転校を繰り返していた。孤独な時間に母親の男からおもちゃ代わりに与えられた使い古しのパソコンに没頭しハッキングを始める。16歳の時には「仕事人」と呼ばれるようになった。暴力的な母の愛人を刺して少年院に収監された際にガーファンクルと出会う。
開高
演 - 山口祥行
バーテンダー。赤井の仲間。
スズキ〈36〉
演 - 滝藤賢一（第3話 - ）
裏世界の便利屋。盗聴や文書偽造など非合法な技術を身につけている。仕事ではスリルを楽しんでおり、趣味と実益を兼ねている。変装には毎回テーマがあり具体的に設定がある。
高校卒業後、10以上の職業を転々とした後、興信所の調査員となり裏社会の知識を得る。自作の盗聴器が高性能で裏社会で話題になり、それを警察が違法捜査に利用しはじめ警察御用達の便利屋になった。暴力団の依頼も受けている。スペシャルドラマでは自分の不手際を挽回することも兼ねて石川に協力する。

#### その他
国田
演 - 升毅（第1話・第4話・第8話）
脳外科医。石川の担当医。
鴨川重春
演 - 北見敏之（第3話・第5話 - 第8話）
警視庁刑事部捜査第一課 管理官。検視官出身。
神坂
演 - 中村達也（第7話）
裏社会の掃除屋。眼光の鋭い男。情報操作や依頼人の周りの証拠を消すためなら、殺人も厭わない。格闘に長けており、知力も高い。石川の熱心さをロマンチックだと評し気に入る。
元々はヨーロッパでスパイのような活動をしており、その後世界中で掃除屋をしていた。「調和がとれた状態が好き」という理由で現在の裏の仕事をしている。
安藤周夫
演 - 大森南朋（最終話 / ドラマスペシャル） ◆
スター玩具の社員。年齢に関する言及はないが、若い奴やお兄さんなどと評される。医学的知識が高い。天川弘志を誘拐して殺害する。いわゆる『絶対悪』と呼ばれる真性のサイコパスであり、自分が人を殺すのは「悪」の為だからだと平然と言い切る。石川を挑発する形でビルから突き落とされるが、死者となってもなお彼にまとわりつき、ことある毎に「こちら側」へ引き込もうとする。その後石川が『「闇」側の人間として「悪」を裁く』という正義を見出すと、いずれまた自分の様な連中が現れるだろうと半ば悔しがるように忠告し消える。
市倉の調べによると「安藤周夫」は偽名で赤の他人の戸籍であり、本物の「安藤周夫」は5年前に行方不明になっていた（スペシャルドラマ）。

#### ゲスト

##### 連続ドラマ（2014年）
第1話「発現」
- 倉橋由子（保険外交員・貴志の母） - 清水美沙
- 倉橋貴志（無職） - 小柳友
- 吉原（刑事） - 越村友一
- 澤田哲郎（一家惨殺事件被害者） - 夙川アトム ◆
- 澤田美雪（哲郎の妻・一家惨殺事件被害者） - 伊藤久美子 ◆
- 田所（ホームレス） - 志賀圭二郎
- 西山（神の光教団） - 村田充
- 谷山（看護師） - 大家由祐子
- 光永（神の光教団 幹部） - 児玉貴志
- 早川（神の光教団） - 加藤パーチク
- 澤田亮（哲郎と美雪の息子・一家惨殺事件被害者） - 中野遥斗 ◆
- 岸谷（警視庁杉並中央警察署案内係） - 金井良信

第2話「救出」
- 村上一夫（不動産会社社員） - 丸山智己 ◆
- 岩田美智子（一夫の元恋人） - 山崎真実
- 中井（刑事） - 大迫一平
- 篠田（刑事部上司） - 津村和幸
- 鹿島裕美（連続猟奇殺人事件の7人目の被害者） - 小林万里子
- 久住（鹿島家の隣人） - 清水一彰
- 岩田勇樹（一夫と美智子の息子） - 田代輝
- 宅間（メリー運送 配達員） - 師岡広明
- 久田（メリー運送 配達員） - 恵中剛
- 植松（刑事） - 蒲池貴範
- 安西真由子（連続猟奇殺人事件の6人目の被害者） - 荒谷ほのか

第3話「連鎖」
- 西本勇治（夢の丘母子殺害事件加害者） - 金井勇太（整形後：松本恵介） ◆
- 島村靖雄（夢の丘母子殺害事件遺族） - 駿河太郎
- 鎌田（夢の丘ニュータウン自治会青少年指導員） - 桜井聖
- 清水（夢の丘ニュータウン自治会児童委員） - 津村知与支
- 小谷（夢の丘ニュータウン自治会民生委員） - 高橋光宏
- 青沼（夢の丘ニュータウン地区消防団団長） - 光山文章
- 藤崎（夢の丘ニュータウン自治会長） - 平田満
- 磯貝久美（夢の丘ニュータウン自治会員） - 阿南敦子
- 原（夕玄書房 編集者） - やべけんじ
- 南雲（刑事） - 花戸裕介
- 加山（刑事） - 望月章男

第4話「爆破」
- 八巻功一（警察官採用試験不合格者） - 渋谷謙人
- 広山重夫（ホームレス） - 柳憂怜 ◆
- 薮田（ホームレス） - ホリベン ◆
- 市村（ホームレス） - 三島ゆたか ◆
- 木山（八巻の元アルバイト仲間） - 山本圭祐
- 添野（刑事） - 熊澤洋幸
- 早川（刑事） - 谷口翔太
- 高久（刑事） - 鈴木幸二
- 東（刑事） - 増田雄二
- 堀池（爆弾処理班班長） - 関野昌敏
- 井浦（トラオム南阿佐ケ谷の住人） - 幸田尚子
- 松井（機動隊員） - クラ
- 大山（殺害遺体発見者） - 團遥香
- 富田（看護師） - 山口芙美子
- 芦原（殺害遺体発見者・大山の彼氏） - 諒太郎
- 三浦（鑑識課員） - 川合将平
- 野口（爆弾処理班の処理員） - 佐藤邦洋
- 島袋（救急隊員） - 神谷未来紘

第5話「追憶」
- 綿貫（所轄刑事） - 小久保寿人
- 野本公子（苑子の母） - 岩橋道子
- 坂下（強盗事件被疑者） - 仁村俊祐
- 岡部彩（岡部の妻） - 赤間麻里子
- 岡部義剛（身元不明死体） - 宮藤官九郎 ◆
- 則松（高校野球部部員） - 黒木辰哉
- 袖崎（高校野球部部員） - 平安伸伍
- 佐久間（ホテルフロント） - 中野剛
- 野本苑子（身元不明死体発見者） - 松本花奈
- 三上（コンビニ店長） - 康喜弼
- 田沼（鑑識） - 松本勝
- 岡部美夏（岡部の娘） - 篠川桃音（2歳：林那々花）

第6話「苦悩」
- 津川利雄（医師） - 弓削智久 ◆
- 久保田（舞子の兄） - 大和田健介
- 河島（河島メンタルクリニック 院長） - 阪田マサノブ
- 芳賀佳子（自殺未遂経験者・女子大生） - 入来茉里 ◆
- 大木彩香 - 恒吉梨絵
- 藤野（救命救急センター 案内係） - 山田キヌヲ
- 木島（刑事） - 大塚ヒロタ
- 杉田（鑑識員） - 有山尚宏
- 久保田舞子（自殺未遂経験者） - 矢野満咲起
- 霧島（河島メンタルクリニック 受付） - 折原りん
- 谷山（久保田舞子を発見した女性） - 荒木めぐみ
- 織田（芳賀佳子を発見した男性） - 金森規郎

第7話「敗北」
- 横森勉（交通事故被害者） - 川籠石駿平 ◆
- 横森寿美子（横森の母） - 梅沢昌代
- 宇田川圭介（外務大臣の息子） - 矢野聖人
- 滝川真奈（宇田川の彼女） - 中山由香
- 久島（交通事故の目撃者・会社社長） - 山田明郷
- 丸田（フランス料理「プラン・ソレイユ」店長） - 池田政典
- 中山（刑事） - 加藤裕
- 田上 - 吉家章人
- 菅沼（巡査） - 栗原寛孝
- 出光（滝川真奈の友人） - 柳喬之
- 本庄（刑事） - 石川賢二

第8話「決断」
- 荒木秀夫（元警視庁組織犯罪対策部第五課 警部補） - 飯田基祐 ◆
- 酒井航平（前第五課・板橋西警察署刑事課 刑事） - 和田聰宏 ◆
- 荒木妙子（荒木の妻） - 村岡希美
- 亀田（鑑識） - 小椋毅
- 植田和彦（前第五課・元池袋東警察署刑事課 巡査部長） - 小村裕次郎
- 藤本（アベックの男） - 白倉裕二
- 宮本（アベックの女） - 石丸奈菜美
- 野呂（刑事） - スギウチタカシ
- 田宮（刑事） - 山中良弘

最終話「越境」
- 天川真理子（弘志の母） - 宮澤美保（SP）
- 天川芳雄（弘志の父） - 宮本大誠（SP）
- 郷田（刑事） - 永倉大輔
- 天川弘志（誘拐事件被害者・8歳） - 二宮慶多 ◆（SP）
- 湯島（刑事） - 山崎潤
- 長島（スター玩具 社員・安藤周夫の上司） - 樋渡真司
- 本田（スター玩具 社員・安藤周夫の同僚） - 岸博之
- 山口（警備員） - 長谷部成彦

##### スピンオフ（2017年）
「衝動」
- 中澤史明（警視庁西原警察署捜査一課 刑事） - 工藤阿須加
- 小椋明音（西原中学校3年2組 生徒） - 清原果耶
- 三島義明（無職・元学習塾講師） - 山口翔悟
- 福地景子（永正大学医学部法医学教室 助手・比嘉ミカの同僚） - 仁村紗和
- 石田光（西原中学校3年2組 生徒） - 大地伸永
- 有本（警視庁西原警察署捜査一課 管理官） - 湯江タケユキ
- 町山（東都テレビ報道センターのスタッフ） - 岡部たかし
- 谷（警視庁西原警察署捜査一課 刑事） - 山本修夢
- 山岸（警視庁西原警察署捜査一課 刑事） - 夛留見啓助
- 戸山史代（リポーター） - 中村倫子
- 高山（西原中学校3年2組 教師） - 小出奈央
- 静岡（東都テレビ報道センターのスタッフ） - 松下アンナ
- 火野歩（西原中学校3年1組 生徒・第一被害者） - 中崎花音
- 坪井美咲（西原中学校 3年2組 生徒・第二被害者） - 木下愛華
- 安藤（西原中学校3年2組 生徒） - 渡辺優奈
- 寺島（西原中学校3年2組 生徒） - 河合瑠果
- 戸田（西原中学校3年2組 生徒） - 熊倉結菜
- 水野（西原中学校3年2組 生徒） - 信濃健志
- 池上（西原中学校3年2組 生徒） - 富永凌平
- 仲野（西原中学校 教師） - 宮川浩明
- 西村（西原中学校 教師） - 藤原智之
- 辻（東都テレビ報道センターのカメラマン） - 鈴木優
- 矢島（東都テレビ報道センターのスタッフ） - 西田晴彦
- 横川（深夜の2時9分に「大井西一丁目一家4人 強盗殺人事件」の現場に進入しようとした比嘉ミカを呼び止めた警官） - 奥村幸輔
- 浅川透（永正大学医学部法医学教室 教授・比嘉ミカの上司・テレビ番組のコメンテーター） - 石丸幹二
- 土橋（刑事） - 國本鐘建（前篇のみ / SPにも出演）
- 小島（稲山市西原町内会のメンバー） - 植木紀世彦（前篇のみ）
- 金内（稲山市西原町内会のメンバー） - 植村恵（前篇のみ）
- 中村（稲山市西原町内会のメンバー） - 西海健二郎（前篇のみ）
- 友田（西原中学校3年1組 生徒・歩の友人） - 池田朱那（前篇のみ）
- 坪井公子（美咲の母） - 広川キク（前篇のみ）
- 細田隆弘（テレビ番組「モーニングタイム」キャスター） - 竹内義貴（前篇のみ）
- 明星 - 西村誠治（前篇のみ）
- 小椋史子（明音の母） - 鈴木麻衣花（後篇のみ）

##### ドラマスペシャル（2017年）
「贖罪」
- 須藤真実（殺人事件被害者・原口の恋人・元デパート販売員） - 中村ゆりか ◆
- 植田（石川安吾を所轄に連行した刑事） - 永里健太朗
- 吉野正孝（マンション「フォンセ洗足」1101号室の入居者・悪友と児童ポルノのファイルのやり取りをしている男） - 中村元気
- 光岡百合（原口の恋人） - 沢井美優
- 斑島（通報で「埼玉県熊谷市西野原1261」に駆けつけた警察官） - 堀池直毅
- 樺屋（通報で「埼玉県熊谷市西野原1261」に駆けつけた警察官） - 篤海
- 片山（マンション「アートルム目黒」の入居者・愛犬ジョンの飼い主） - 太田美恵
- 花井（特命チーム刑事） - 柳澤有毅
- 内田（マンション「アートルム目黒」管理センターの従業員） - 中脇樹人
- 井賀（所轄に来た吉野を案内する刑事） - 杉浦大介
- 山崎順治（久高の部下） - 髙橋洋
- 村田正生（久高の部下） - 永岡佑
- 原口知幸（事件の重要参考人・マンション「アートルム目黒」1801号室の入居者） - 満島真之介
- 久高喬（警視庁監察管理官） - 國村隼

### スタッフ
- 原案・脚本 - 金城一紀
- 音楽 - 川井憲次[注 6]
- 監督 - 橋本一、波多野貴文、常廣丈太
- 主題歌 - MAN WITH A MISSION「evils fall」（Sony Music Records）
- 監督補 - 松川嵩史
- 撮影監督 - 会田正裕
- トータルアートデザイン - 藤田恒三
- 特殊メイク - 梅沢壮一
- アクションコーディネーター - 宮木ヨシオ、大西雅樹
- ガンエフェクト - BIG SHOT
- 操演 - 大宮敏明
- 警察監修 - 倉科孝靖
- 法医学監修 - 高木徹也
- 法医学現場指導 - 奈良明奈
- 科学捜査指導 - 山崎昭
- 医療監修 - 中澤暁雄、山本昌督
- 看護指導 - 石田喜代美
- 法律監修 - 平岡敦
- 技術協力 - アップサイド、サウンドライズ
- 照明協力 - Kカンパニー
- CG・美術協力 - テレビ朝日クリエイト
- ゼネラルプロデューサー - 松本基弘（テレビ朝日）
- プロデューサー - 山田兼司（テレビ朝日）[105][106][107]、太田雅晴（5年D組）
- 協力プロデューサー - 池田宏之（KADOKAWA）
- ラインプロデューサー - 田上リサ（5年D組）
- AP - 新井富美子、海老原誠二
- 企画協力 - KADOKAWA
- 制作協力 - 5年D組
- 制作著作 - テレビ朝日

### 放送日程

#### 連続ドラマ
- 第1話は21時から22時09分の15分拡大SP。
- 第7話は22時から22時54分の60分繰り下げ。『AFC女子アジアカップ2014 準決勝 なでしこジャパン×中国』戦の中継のため。当初は21時15分から放送予定だったがサッカー中継延長により。

| 各話                                                                         | 放送日         | サブタイトル | ラテ欄                                        | 監督       | 視聴率 |
| ---------------------------------------------------------------------------- | -------------- | ------------ | --------------------------------------------- | ---------- | ------ |
| 第1話                                                                        | 2014年 4月10日 | 発現         | 発現〜一家惨殺事件重なった赤い足跡            | 橋本一     | 09.7%  |
| 第2話                                                                        | 4月17日        | 救出         | 救出〜連続殺人…7人目の被害者は生きている!?    | 橋本一     | 09.7%  |
| 第3話                                                                        | 4月24日        | 連鎖         | 連鎖〜整形した死体と血痕のないスーツの謎      | 波多野貴文 | 10.1%  |
| 第4話                                                                        | 5月01日        | 爆破         | 爆破〜取扱注意と貼った死体 なぜ競技場が標的に | 波多野貴文 | 12.0%  |
| 第5話                                                                        | 5月08日        | 追憶         | 追憶〜身元不明死体の結婚指輪と記憶を失った男  | 橋本一     | 13.1%  |
| 第6話                                                                        | 5月15日        | 苦悩         | 苦悩〜自殺現場の枯れ枝に隠された犯行予告      | 波多野貴文 | 11.6%  |
| 第7話                                                                        | 5月22日        | 敗北         | 敗北〜消えたひき逃げ車と消された証言者たち    | 橋本一     | 16.7%  |
| 第8話                                                                        | 5月29日        | 決断         | 決断〜石川は誰に撃たれた? 真犯人と全ての真相  | 波多野貴文 | 12.8%  |
| 最終話                                                                       | 6月05日        | 越境         | 越境〜石川安吾最後の決断                      | 橋本一     | 14.4%  |
| 平均視聴率 12.2%（視聴率はビデオリサーチ調べ、関東地区・世帯・リアルタイム） |                |              |                                               |            |        |

#### スピンオフ
- 金曜ナイトドラマ枠で放送[注 7][注 8]。
- 作品の時間軸は、連続ドラマ開始の半年前。

| 放送日         | タイトル                             | 監督     | 視聴率 |
| -------------- | ------------------------------------ | -------- | ------ |
| 2017年10月6日  | BORDER 衝動〜検視官・比嘉ミカ〜 前篇 | 常廣丈太 | 3.6%   |
| 2017年10月13日 | BORDER 衝動〜検視官・比嘉ミカ〜 後篇 | 常廣丈太 | 4.9%   |

#### ドラマスペシャル
- 作品の時間軸は、連続ドラマ最終話の直後。
- 当初10月22日に放送が予定されていたが、同日に投開票が行われる第48回衆議院議員総選挙の特別番組のため、放送日が10月29日に変更された[7]。

| 放送日         | サブタイトル | 監督     | 視聴率 |
| -------------- | ------------ | -------- | ------ |
| 2017年10月29日 | 贖罪         | 常廣丈太 | 7.9%   |

### DVD・ブルーレイ
- BORDER Blu-ray BOX、2014年9月26日発売。
- BORDER DVD BOX、2014年9月26日発売。
- BORDER 贖罪/衝動 Blu-ray、2018年2月23日発売。2枚組
- BORDER 贖罪/衝動 DVD、2018年2月23日発売。2枚組

### 受賞
- ギャラクシー賞
  - ギャラクシー賞2014年6月度 月間賞受賞
  - 第52回ギャラクシー賞テレビ部門 選奨
- 第81回ザテレビジョンドラマアカデミー賞[8][9]
  - 最優秀作品賞
  - 主演男優賞（小栗旬）
  - 脚本賞（金城一紀）
- 東京ドラマアウォード2014 作品賞・優秀賞（連続ドラマ部門）[111]
- ギャラクシー賞2017年11月度 月間賞受賞 - 『BORDER 贖罪』[112]

| テレビ朝日系 木曜ドラマ               | テレビ朝日系 木曜ドラマ                                         | テレビ朝日系 木曜ドラマ                                    |
| 前番組                                | 番組名                                                          | 次番組                                                     |
| ------------------------------------- | --------------------------------------------------------------- | ---------------------------------------------------------- |
| 緊急取調室 （2014年1月9日 - 3月13日） | BORDER 警視庁捜査一課殺人犯捜査第4係 （2014年4月10日 - 6月5日） | ゼロの真実 〜監察医・松本真央〜 （2014年7月17日 - 9月4日） |